# Sentar-se em árvores

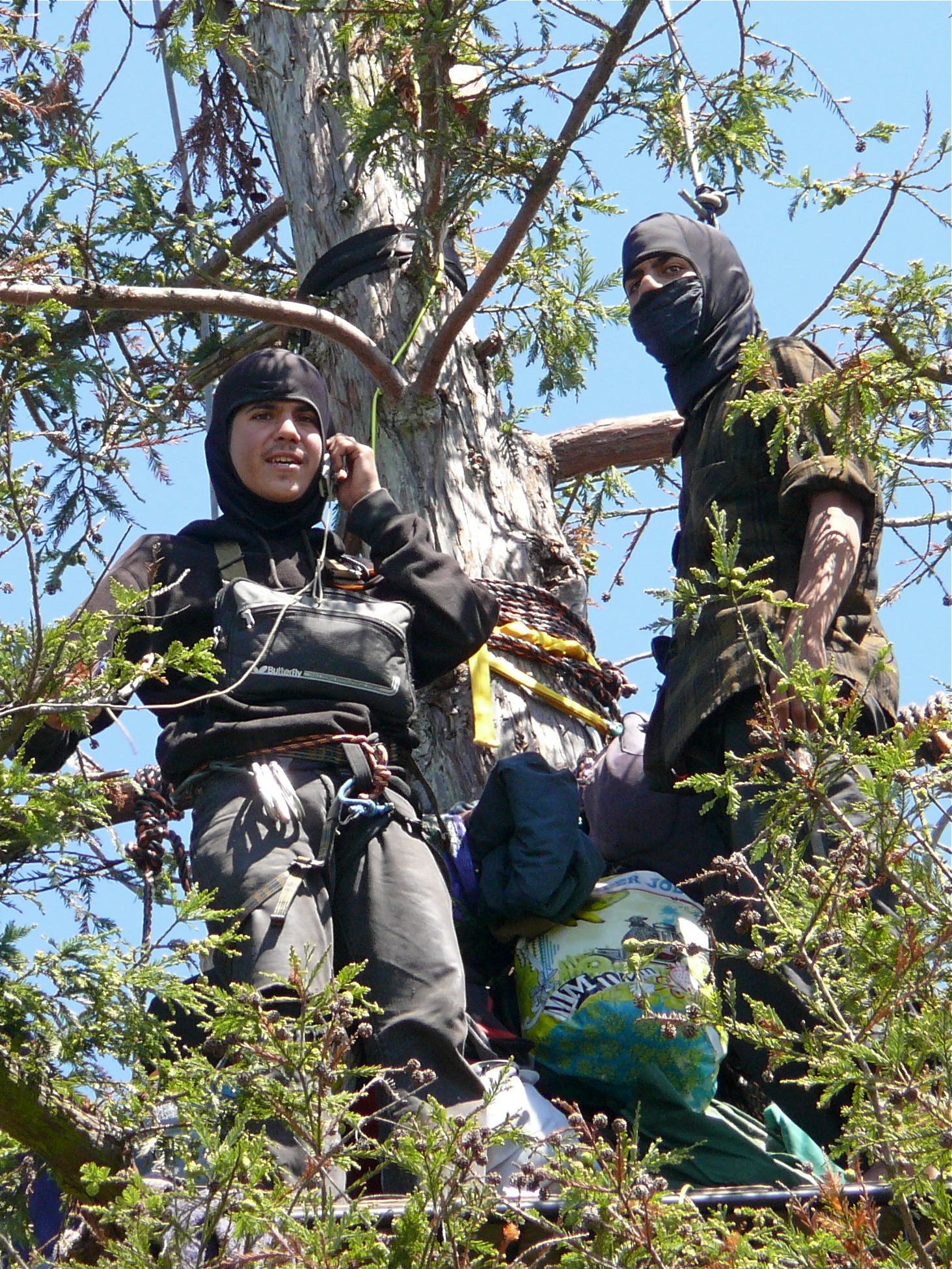
Manifestantes em uma árvore no bosque de carvalho de Berkeley protestam em 2008

Sentar-se em árvores é uma forma de desobediência civil ambientalista, que consiste em o manifestante sentar-se em uma árvore, geralmente em uma pequena plataforma construída para esse propósito, com o intuito de evitar o seu corte. Essa forma de protesto parte da premissa de que os madereiros não colocarão em risco vidas humanas para cortar a árvore. Apoiadores da causa geralmente fornecem alimentos e outros suprimentos aos cuidadores das árvores.
Sentar-se em árvores é uma técnica frequentemente utilizada para ganhar tempo, enquanto advogados atuam nas cortes para assegurar vitórias a longo prazo.
Sentar-se em árvores já foi um passatempo infantil. No início da década de 1930, quando competições de resistência pipocavam nos Estados Unidos, tornou-se comum que crianças subissem nas árvores de seu quintal e, atendidas por irmãos e empresas locais, tentassem ganhar prêmios para a sessão mais longa.

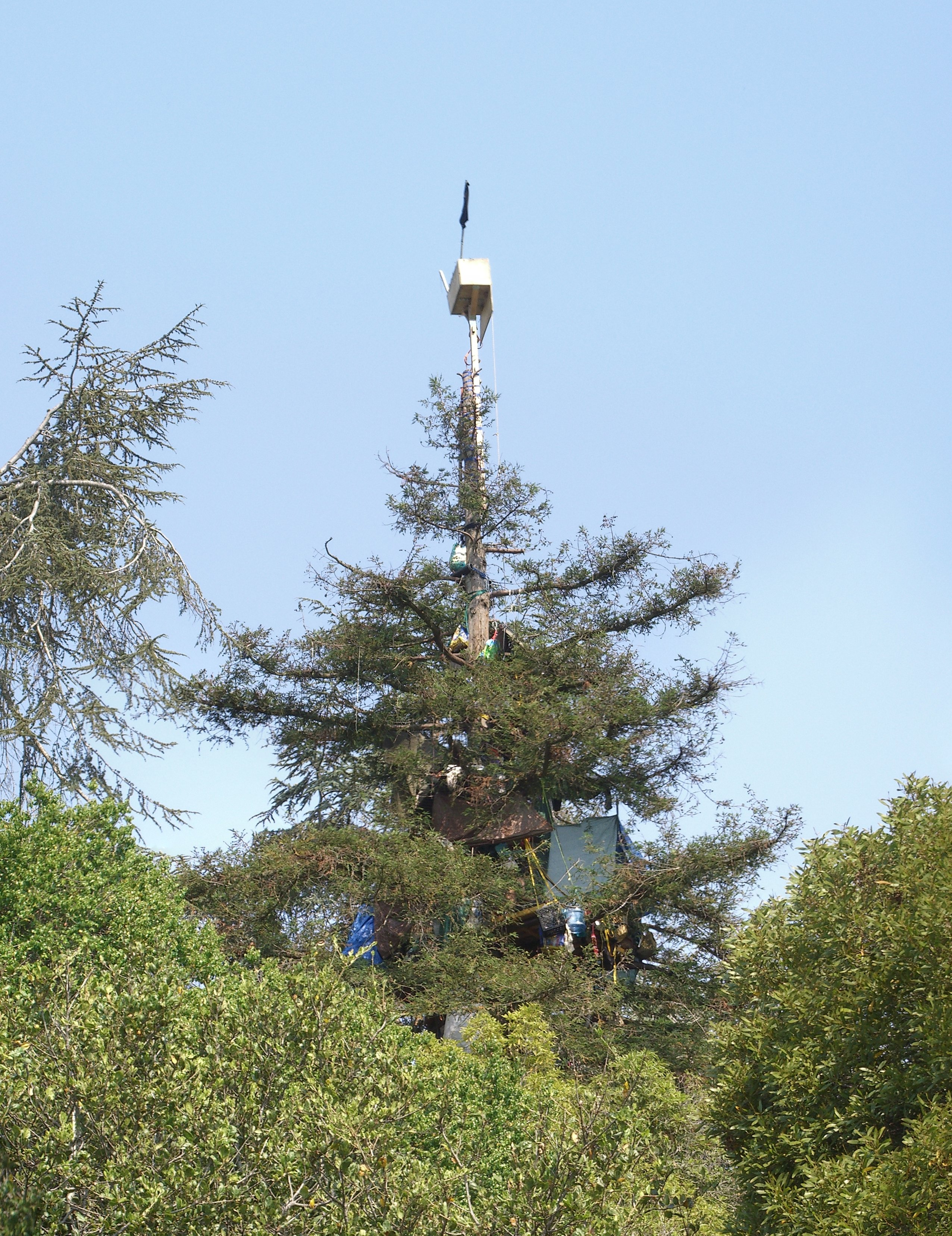
Acampamento sobre árvores em Berkeley, California, protesando pelo iminente corte de Quercus agrifolia. Os ativistas estiveram nas árvores de dezembro de 2006 até setembro de 2008, sendo o protesto mais longo do tipo em um ambiente urbano.

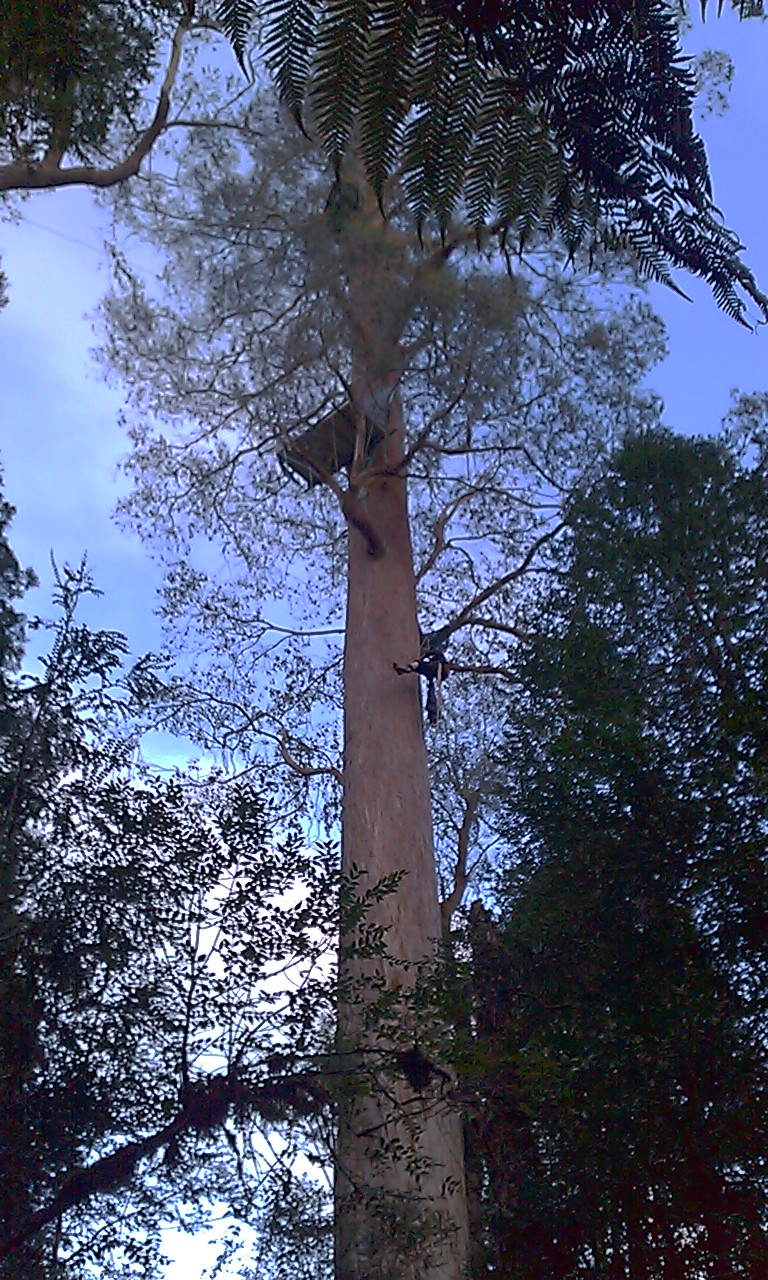
Ativista subindo em árvore de 35 metros de altura no Upper Florentine Valley, Tasmania, Australia, em 2011

- Ativista subindo em árvore de 35 metros de altura no Upper Florentine Valley, Tasmania, Australia, em 2011

## Vilarejos em árvores

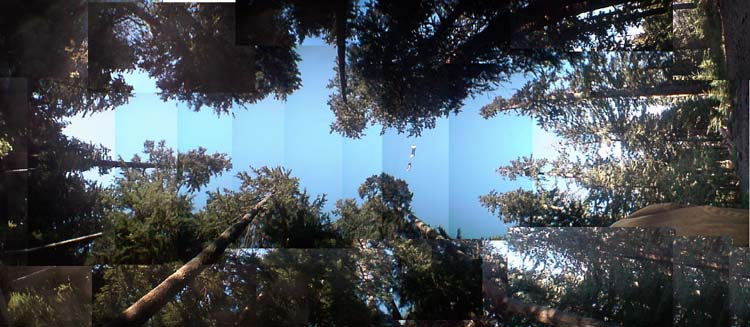
Vista da vila de Fall Creek mostrando uma passarela aérea

Um vilarejo na árvore é uma extensão do protesto de sentar-se em árvores, que envolve várias casas em árvores . O "Fern Gully" no norte da Califórnia durou mais de 20 anos, terminando em 2008 com um acordo para não derrubar as sequóias-vermelhas do local.